# Karczewko (województwo wielkopolskie)
Karczewko – wieś w Polsce położona w województwie wielkopolskim, w powiecie gnieźnieńskim, w gminie Kiszkowo.
W latach 1975–1998 miejscowość administracyjnie należała do województwa poznańskiego.
Wieś sołecka na północnym brzegu jeziora Turostowskiego, dojazd od drogi wojewódzkiej nr 197 ok. 2 km.